# Ulota rehmannii
Ulota rehmannii är en bladmossart som beskrevs av Juratzka 1864. Ulota rehmannii ingår i släktet ulotor, och familjen Orthotrichaceae. Inga underarter finns listade i Catalogue of Life.